# Dresdner Beiträge zu Quantitativen Verfahren
Die Dresdner Beiträge zu Quantitativen Verfahren, alternative Schreibweise Dresdner Beiträge zu quantitativen Verfahren, waren eine unregelmäßig erscheinende wissenschaftliche Schriftenreihe.
Diese wurde von 1994 bis 2017 von den Professoren der Fachgruppe Quantitative Verfahren der Fakultät Wirtschaftswissenschaften der Technischen Universität Dresden herausgegeben.  Die Herausgeber waren Stefan Huschens (Lehrstuhl für Quantitative Verfahren, insbesondere Statistik) von 1994 bis 2017, Helmut Jüttler (Professur für Quantitative Verfahren, insbesondere Operations Research) von 1994 bis 2000 und Bernhard Schipp (Professur für Quantitative Verfahren, insbesondere Ökonometrie) von 1994 bis 2017.
Es erschienen 71 monographische Publikationen verschiedener Autoren. Dabei handelte es sich teils um Vorfassungen später in wissenschaftlichen Zeitschriften publizierter Aufsätze, teils um Diskussionsbeiträge, teils um Vorlesungsskripten sowie um eine Bibliographie statistischer Literatur. Die Nummern 61 bis 71 sind online zugänglich.